# Kalinine (oblast de Rostov)
Pour les articles homonymes, voir Kalinine.

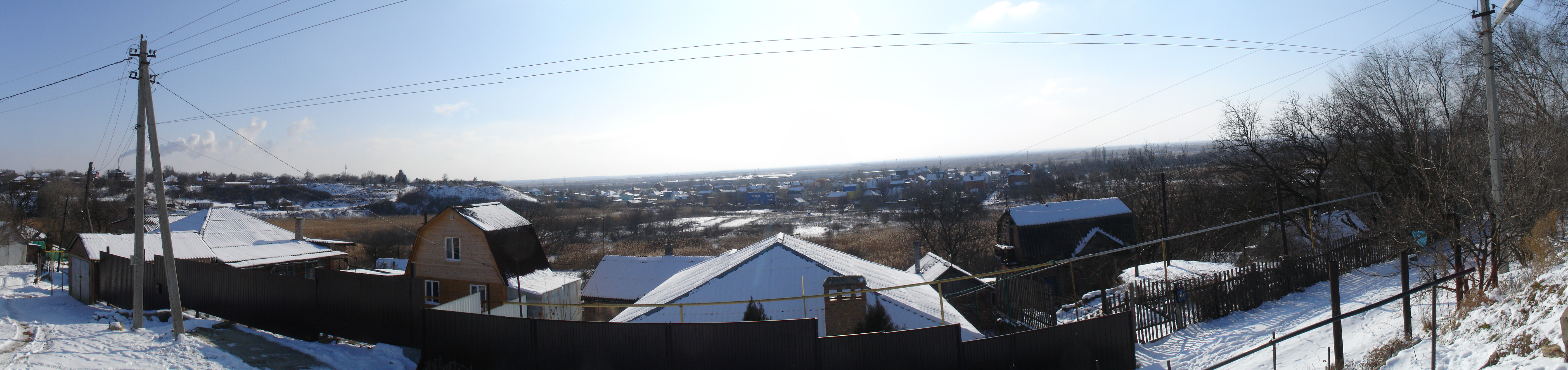
Panorama de Kalinine.

Kalinine (en russe : Калинин) est un khoutor du raïon Miasnikovski de l’oblast de Rostov. C’est le centre administratif de la commune rurale de Kalinine.

## Géographie
Le village se trouve sur le cours des rivières Mertvy Donets et Soukhoï Tchaltyr non loin du delta du Don.

## Démographie
En 2010 la stanitsa avait 3 767 habitants.